# 工程地质学
工程地质学（英語：Engineering geology）是一门应用地质学的原理为工程应用服务的学科，主要研究内容涉及地质灾害，岩石与第四纪沉积物，岩体稳定性，地震等。工程地质学广泛应用于工程规划，勘察，设计，施工与维护等各个阶段。
工程地质学分为：工程岩土学、工程地质分析学、工程地质勘查学、区域工程地质学、环境工程地质学。

## 土力学和岩石力学
土力学是一门应用工程力学原理的学科，例如 运动学，动力学，流体力学和材料力学，预测土壤的机械性能。岩石力学是岩石力学行为的理论与应用科学; 与岩石和岩石群体对其物理环境的力场的反应相关的是力学分支。基本过程都与多孔介质的行为有关。土壤和岩石力学一起是解决许多工程地质问题的基础。